# 丹波國分寺
丹波國分寺（たんばこくぶんじ）是位在日本京都府龜岡市的淨土宗寺院。山號「護國山」。本尊藥師如來、開基（創立者）為聖武天皇。

## 歷史
天平13年（741年），聖武天皇發布「國分寺建立之詔」，在諸國建立的國分寺之一。

## 關連項目
- 國分寺

## 外部連結
- 丹波國分寺跡（页面存档备份，存于）